# رؤية عن بعد
الرؤية عن بعد أو الجلاء البصري يمكن أيضا تسميتها بالاستشعار عن بعد، وهي القدرة على وصف حادث ما يقع في مكان بعيد لا يرى بالعين.
في الأدب الأوروبي الذي يتعلق بالروحانية في بداية القرن العشرين، كان يعرف الجلاء البصري والرؤية عن بعد بالمشاهدة الروحانية أو استبصار السفر. ووصف روزماري جويلي ذلك بأنه (رؤية الأشياء النائية أو الخفية عن كثب مع العين الداخلية، أو في السفر المزعوم خارج الجسم).
وبالإضافة إلى الرؤية هناك أيضا التذوق عن بعد والشم عن بعد والسماع عن بعد أو الجلاء السمعي، والإحساس عن بعد.
ولكن اسم الرؤية عن بعد يغلب على جميع تلك القدرات لوجود الصورة العقلية التي يسهل تقييمها. ورغم أن هذه الظاهرة غير مدروسة أو مبرهن عليها علميا فإن العديد من أجهزة المخابرات مثل وكالة المخابرات المركزية الأمريكية، تولت رعاية برامج عن الباراسايكولوجي وخاصة الاستشعار عن بعد مثل برنامج بوابة النجوم.